# Villes et pays d'art et d'histoire
Villes et pays d’art et d’histoire (original en francés, lit. 'Ciudades y países de arte y de historia') es una marca, distintivo o etiqueta oficial francesa asignada desde 1985 por el Ministerio de Cultura de Francia a los municipios o países (por comarcas) franceses que se comprometan en una política de animación y revalorización de sus patrimonios construidos, naturales, e industriales, así como de la arquitectura. Esta etiqueta sucede a otra etiqueta similar anterior, «Ville d’art» ('Ciudad de arte'), desaparecida en 2005.
Este compromiso es fijado por un convenio elaborado con la «Dirección general de los patrimonios» (direction générale des patrimoines), la «Dirección regional de los Asuntos culturales» (direction régional des affaires culturelles ) DRAC) y las colectividades interesadas. Este convenio implica un apoyo financiero y técnico por parte del Ministerio e geners la obligación, para las colectividades, de recurrir a un personal cualificado y autorizado por el Ministerio (guía-conferenciante y animador del patrimonio).
El «Consejo nacional de las ciudades y países de arte e historia» (conseil national des Villes et Pays d’art et d’histoire), creado en 1995, participa en el desarrollo y en la orientación general de la política de la red y emite un dictamen sobre las candidaturas a tal distintivo, así como las retiradas por incumplimiento del marco establecido por el convenio. La DRAC garantiza la aplicación de la política de la red a nivel regional. Vela por la pertinencia del proyecto y su integración en el paisaje cultural de la región siendo los interlocutores privilegiados de las ciudades y países para la instrucción y el seguimiento de los expedientes.

## Evolución histórica
En junio de 2013, eran 167 los distinguidos como «Villes et pays d’art et d’histoire», incluidas 109 ciudades (Villes d’art et d’histoire, VAH) y 58 países (Pays d’art et d’histoire, PAH) (con 12 aglomeraciones en total, de ellas 5 como VAH y 7 como PAH). Por otra parte, hay 97 «sectores salvaguardados» y 610 «zonas de protección del patrimonio arquitectónico, urbano y paisajista» (ZPPAUP).
El 6 de junio de 2015, ya eran 184 los distinguidos, incluidas 116 ciudades (las últimas Bergerac, Caen, Charleville-Mézières, Estrasburgo, Hyères y Carcassonne) y 68 países (Pays d’art et d’histoire, PAH) (con 13 aglomeraciones, «sectores salvaguardados» y ZPPAUP).
El 29 de agosto de 2018, ya eran 190 los distinguidos, 120 VAH (las últimas las ciudades de Sélestat, Brest, Gaillac, Tourcoing y Grenoble) y 70 PAH, con un total de 14 aglomeraciones (de ellas 5 VAH y 9 PAH). Por número según región, son las siguientes:
- 28: Nueva Aquitania (15 VAH y 13 PAH);
- 24: Occitania (12 VAH y 12 PAH)
- 21: Auvernia-Ródano-Alpes (9 VAH y 12 PAH);
- 15: Alta Francia (12 VAH y 3 PAH) y Borgoña-Franco Condado (10 VAH y 5 PAH);
- 14: Gran Este (11 VAH y 3 PAH);
- 11: Bretaña (10 VAH y 1 PAH), Países del Loira (7 VAH y 4 PAH) y Provenza-Alpes-Costa Azul (7 VAH y 4 PAH);
- 10: Centro-Valle de Loira (7 VAH y 3 PAH) e Isla de Francia (8 VAH y 2 PAH);
- 9: Normandía (6 VAH y 3 PAH);
- 3: Corcega (3 VAH) y RÉUNION (2 VAH y 1 PAH)
- 2: Guayana Francesa (1 VAH y 1 PAH) y Guadalupe (2 VAH)
- 1: Martinica (1 VAH)

## Villes et pays d’art et d’histoire
La siguiente tabla se ha ordenado cronológicamente, por la fecha (o solo el año) en que obtuvieron la etiqueta. El número de identificación de la tabla es con fines meramente de ordenación, ya que la atribución de la etiqueta no asigna ninguno. 
La tabla se puede ordenar alfanuméricamente por cada columna haciendo clic en el icono  situado en la parte superior de la columna correspondiente.
El sombreado tiene el siguiente significado:
| º      |      |        |         | |                         |         |        |           |                       |                           |
| ------ | ---- | ------ | ------- | --- | ----------------------- | ------- | ------ | --------- | --------------------- | ------------------------- |
| Imagen |      |        | VAH/PAH | Ciudad/país | fecha                   | Comunas | Área   | Población | Departamento          | Región                    |
|        | 001  | BRE-01 | VAH 001 | Dinan |                         | 1       | 3,98   | 10 819    | Côtes-d'Armor         | Bretaña                   |
|        | 002  | NOR-01 | VAH 002 | Dieppe |                         | 1       | 11,67  | 31 963    | Sena Marítimo         | Normandía                 |
|        | 003  | BRE-02 | VAH 003 | Fougères |                         | 1       | 10,47  | 19 779    | Ille-et-Vilaine       | Bretaña                   |
|        | 004  | ARA-01 | PAH 01  | País de Riom (Riom, Marsat, Mozac) |                         | 11      | -      | -         | Puy-de-Dôme           | Auvernia-Ródano-Alpes     |
|        | 005  | NAQ-01 | VAH 004 | Poitiers (VAH / aglo) |                         | 13      | 42,11  | 87 697    | Vienne                | Nueva Aquitania           |
|        | 006  | ARA-02 | VAH 005 | Valence |                         | 1       | 36,69  | 63 405    | Drôme                 | Auvernia-Ródano-Alpes     |
|        | 007  | GES-01 | VAH 006 | Langres |                         | 1       | 22,33  | 8082      | Alto Marne            | Gran Este                 |
|        | 008  | PAC-01 | PAH 02  | País de Carpentras y de Comtat Venaissin (PAH / aglo) |                         | 25      | -      | -         | Vaucluse              | Provenza-Alpes-Costa Azul |
|        | 009  | BRE-03 | VAH 007 | Rennes (VAH / aglo) |                         |         | 50,39  | 207 178   | Ille-et-Vilaine       | Bretaña                   |
|        | 010  | CVL-01 | VAH 008 | Blois |                         | 1       | 37,46  | 46 492    | Loir-et-Cher          | Centro-Valle de Loira     |
|        | 011  | CVL-02 | VAH 009 | Vendôme |                         | 1       | 23,89  | 16 920    | Loir-et-Cher          | Centro-Valle de Loira     |
|        | 012  | BFC-01 | VAH 010 | Besançon |                         | 1       | 65,05  | 116 914   | Doubs                 | Borgoña-Franco Condado    |
|        | 013  | HDF-01 | VAH 011 | Boulogne-sur-Mer |                         | 1       | 8,42   | 43 070    | Pas-de-Calais         | Alta Francia              |
|        | 014  | PDL-01 | VAH 012 | Angers |                         | 1       | 42,70  | 147 571   | Maine-et-Loire        | Países del Loira          |
|        | 015  | NAQ-02 | PAH 03  | País del Montmorillonnais |                         | 47      | -      | -         | Vienne                | Nueva Aquitania           |
|        | 016  | NAQ-03 | PAH 04  | País del Angoumois |                         | 24      | 21,85  | 41 613    | Charente              | Nueva Aquitania           |
|        | 017  | NAQ-04 | VAH 013 | Rochefort |                         | 1       | 21,95  | 25 140    | Charente Marítimo     | Nueva Aquitania           |
|        | 018  | ARA-03 | VAH 014 | Chambéry | [ 2 ]                   | 1       | 20,99  | 57 342    | Saboya                | Auvernia-Ródano-Alpes     |
|        | 019  | OCC-01 | VAH 015 | Nîmes |                         | 1       | 161,5  | 142 205   | Gard                  | Occitania                 |
|        | 020  | PAC-02 | VAH 016 | Fréjus |                         | 1       | 102,27 | 51 839    | Var                   | Provenza-Alpes-Costa Azul |
|        | 021  | NAQ-05 | VAH 017 | Pau |                         | 1       | 31,51  | 81 166    | Pirineos Atlánticos   | Nueva Aquitania           |
|        | 022  | NAQ-06 | VAH 018 | Périgueux |                         | 1       | 9,82   | 29 573    | Dordogne              | Nueva Aquitania           |
|        | 023  | ARA-04 | PAH 05  | País del Alto-Allier |                         |         | -      | -         | -                     | Auvernia-Ródano-Alpes     |
|        | 024  | GES-02 | VAH 019 | Reims |                         | 1       | 47,02  | 179 992   | Marne                 | Gran Este                 |
|        | 025  | CVL-03 | VAH 020 | Tours |                         | 1       | 34,67  | 134 817   | Indre-et-Loire        | Centro-Valle de Loira     |
|        | 026  | HDF-02 | VAH 021 | Soissons |                         | 1       | 12,32  | 28 646    | Aisne                 | Alta Francia              |
|        | 027  | IDF-01 | VAH 022 | Meaux |                         | 1       | 15,18  | 50 755    | Seine-et-Marne        | Isla de Francia           |
|        | 028  | BRE-04 | VAH 023 | Quimper |                         | 1       | 84,45  | 63 550    | Finistère             | Bretaña                   |
|        | 029  | NAQ-07 | VAH 024 | Royan |                         | 1       | 19,30  | 17 946    | Charente-Maritime     | Nueva Aquitania           |
|        | 030  | NAQ-08 | VAH 025 | Saintes |                         | 1       | 42,55  | 28 011    | Charente-Maritime     | Nueva Aquitania           |
|        | 031  | NOR-02 | PAH 06  | País de Coutances |                         |         | -      | -         | Manche                | Normandía                 |
|        | 032  | BFC-02 | VAH 026 | Nevers |                         | 1       | 17,33  | 36 762    | Nièvre                | Borgoña-Franco Condado    |
|        | 033  | PAC-03 | VAH 027 | Briançon |                         | 1       | 28,07  | 11 627    | Hautes-Alpes          | Provenza-Alpes-Costa Azul |
|        | 034  | HDF-03 | VAH 028 | Laon |                         | 1       | 42,00  | 26 463    | Aisne                 | Alta Francia              |
|        | 035  | BRE-05 | VAH 029 | Vannes |                         | 1       | 32,30  | 52 515    | Morbihan              | Bretaña                   |
|        | 036  | ARA-06 | VAH 030 | Annecy (VAH / aglo) |                         | 13      | -      | -         | Alta Saboya           | Auvernia-Ródano-Alpes     |
|        | 037  | MQ-01  | VAH 031 | Saint-Pierre |                         |         | -      | -         | Martinica             | Martinica                 |
|        | 038  | RE-01  | PAH 07  | País de las Puertas del sur |                         |         | -      | -         | Reunión               | Reunión                   |
|        | 039  | RE-02  | VAH 032 | Saint-Denis |                         |         | -      | -         | Reunión               | Reunión                   |
|        | 040  | RE-03  | VAH 033 | Saint-Paul |                         |         | -      | -         | Reunión               | Reunión                   |
|        | 041  | ARA-07 | VAH 034 | Vienne |                         | 1       | 22,65  | 29 328    | Isère                 | Auvernia-Ródano-Alpes     |
|        | 042  | OCC-02 | PAH 08  | Gran Figeac Valle del Lot y del Célé |                         | 1       | 35,16  | 9810      | Lot                   | Occitania                 |
|        | 043  | PAC-04 | VAH 035 | Menton |                         | 1       | 17     | 28 858    | Alpes-Maritimes       | Provenza-Alpes-Costa Azul |
|        | 044  | ARA-08 | PAH 09  | País del vivarés meridional |                         | 38      | -      | -         | Ardeche               | Auvernia-Ródano-Alpes     |
|        | 045  | BFC-03 | VAH 036 | Joigny |                         | 1       | 44,89  | 10 249    | Yonne                 | Borgoña-Franco Condado    |
|        | 046  | ARA-09 | PAH 10  | País de los Altos Valles de Saboya | [ 5 ]                   |         | -      | -         | Saboya                | Auvernia-Ródano-Alpes     |
|        | 047  | ARA-10 | PAH 11  | País Voironnais (anterior, País de los Tres Vals – Paladru) (PAH/aglo) |                         | 35      | -      | -         | -                     | Auvernia-Ródano-Alpes     |
|        | 048  | NOR-03 | VAH 037 | Fécamp |                         | 1       | 15,07  | 19 348    | Sena Marítimo         | Normandía                 |
|        | 049  | HDF-04 | VAH 038 | Cambrai |                         | 1       | 18,12  | 32 584    | Nord                  | Alta Francia              |
|        | 050  | OCC-03 | PAH 12  | País de las bastidas del Rouergue (Najac, Sauveterre-de-Rouergue, Villefranche-de-Rouergue, Villeneuve d’Aveyron)                                                                                 |                         |         | -      | -         | Aveyron               | Occitania                 |
|        | 051  | ARA-11 | PAH 13  | País del Forez | (2005)                  | 133     | -      | -         | Loira                 | Auvernia-Ródano-Alpes     |
|        | 052  | CVL-04 | VAH 039 | Bourges |                         | 1       | 68,74  | 66 381    | Cher                  | Centro-Valle de Loira     |
|        | 053  | BFC-04 | VAH 040 | Dole |                         | 1       | 38,38  | 24 629    | Jura                  | Borgoña-Franco Condado    |
|        | 054  | BFC-05 | PAH 14  | País de Montbéliard |                         | 29      | -      | -         | Doubs                 | Borgoña-Franco Condado    |
|        | 055  | ARA-12 | PAH 15  | País de Issoire Val d'Allier Sud |                         |         | -      | -         | Puy-de-Dôme           | Auvernia-Ródano-Alpes     |
|        | 056  | BFC-06 | VAH 041 | Autun |                         | 1       | 61,52  | 14 256    | Saône-et-Loire        | Borgoña-Franco Condado    |
|        | 057  | HDF-05 | PAH 16  | Amiens Métropole (PAH / aglo) |                         | 33      | 49,46  | 133 448   | Somme                 | Alta Francia              |
|        | 058  | HDF-06 | VAH 042 | Beauvais |                         | 1       | 33,31  | 54 711    | Oise                  | Alta Francia              |
|        | 059  | PDL-02 | VAH 043 | Laval |                         | 1       | 34,22  | 50 940    | Mayenne               | Países del Loira          |
|        | 060  | NAQ-09 | PAH 17  | País de Parthenay |                         | 39      | -      | -         | Deux-Sèvres           | Nueva Aquitania           |
|        | 061  | BFC-07 | VAH 044 | Chalon-sur-Saône |                         | 1       | 15,22  | 44 985    | Saône-et-Loire        | Borgoña-Franco Condado    |
|        | 062  | BFC-08 | VAH 045 | Auxerre |                         | 1       | 49,95  | 36 200    | Yonne                 | Borgoña-Franco Condado    |
|        | 063  | GP-01  | VAH 046 | Basse-Terre |                         |         | -      | -         | Guadalupe             | Guadalupe                 |
|        | 064  | ARA-13 | VAH 047 | Moulins |                         | 1       | 8,61   | 19 500    | Allier                | Auvernia-Ródano-Alpes     |
|        | 065  | HDF-07 | PAH 18  | País de Saint-Omer y de la Morinie |                         | 34      | 16,4   | 14 506    | Pas-de-Calais         | Alta Francia              |
|        | 066  | PDL-03 | PAH 19  | Perche sarthois |                         |         | -      | -         | Sarthe                | Países del Loira          |
|        | 067  | HDF-08 | VAH 048 | Noyon |                         | 1       | 18     | 13 478    | Oise                  | Alta Francia              |
|        | 068  | OCC-04 | VAH 049 | Montauban |                         | 1       | 135,17 | 56 271    | Tarn-et-Garonne       | Occitania                 |
|        | 069  | NOR-04 | PAH 20  | País de Auge |                         | 209     | -      | -         | Calvados, Orne y Eure | Normandía                 |
|        | 070  | NAQ-10 | PAH 21  | País de los Montes y Presas (Monts et Barrages) |                         | 32      | -      | -         | Haute-Vienne          | Nueva Aquitania           |
|        | 071  | BRE-06 | VAH 050 | Vitré |                         | 1       | 37,19  | 16 834    | Ille-et-Vilaine       | Bretaña                   |
|        | 072  | OCC-05 | PAH 22  | País del Valle del Têt |                         | 19      | -      | -         | Pirineos Orientales   | Occitania                 |
|        | 073  | CVL-05 | VAH 051 | Chinon |                         | 1       | 39,02  | 7986      | Indre-et-Loire        | Centro-Valle de Loira     |
|        | 074  | CVL-06 | VAH 052 | Loches |                         | 1       | 27,06  | 6478      | Indre-et-Loire        | Centro-Valle de Loira     |
|        | 075  | COR-01 | VAH 053 | Bastia |                         | 1       | 19,38  | 43 008    | Alta Córcega          | Córcega                   |
|        | 076  | GES-03 | VAH 054 | Sedan |                         | 1       | 16,28  | 18 577    | Ardenas               | Gran Este                 |
|        | 0778 | IDF-02 | VAH 055 | Noisiel |                         | 1       | 4,36   | 15 660    | Seine-et-Marne        | Isla de Francia           |
|        | 078  | ARA-14 | VAH 056 | Saint-Étienne |                         | 1       | 79,97  | 171 260   | Loira                 | Auvernia-Ródano-Alpes     |
|        | 079  | PDL-11 | VAH 057 | Nantes |                         | 1       | 65,19  | 284 970   | Loire-Atlantique      | Países del Loira          |
|        | 080  | OCC-06 | VAH 058 | Beaucaire |                         | 1       | 86,52  | 15 946    | Gard                  | Occitania                 |
|        | 081  | NOR-05 | PAH 23  | País del Clos du Cotentin y Valognes |                         |         | -      | -         | Manche                | Normandía                 |
|        | 082  | NOR-06 | VAH 059 | Le Havre |                         | 1       | 46,95  | 175 497   | Sena Marítimo         | Normandía                 |
|        | 083  | NAQ-11 | VAH 060 | Thouars |                         | 1       | 12,09  | 9822      | Deux-Sèvres           | Nueva Aquitania           |
|        | 084  | PAC-05 | VAH 061 | Arlés | [ 6 ]                   | 1       | 758,93 | 55 876    | Bocas del Ródano      | Provenza-Alpes-Costa Azul |
|        | 085  | NAQ-12 | PAH 24  | País de las Altas Tierras Corréziennes y Ventadour |                         | 46      | -      | -         | -                     | Nueva Aquitania           |
|        | 086  | PDL-04 | VAH 062 | Fontenay-le-Comte |                         | 1       | 34,05  | 14 339    | Vendée                | Países del Loira          |
|        | 087  | OCC-07 | PAH 25  | País del Gran Auch |                         | 15      | -      | -         | Gers                  | Occitania                 |
|        | 088  | OCC-08 | PAH 26  | País de las Causses y del Valle del Dordoña lotoise |                         | 63      | 874    | 36 630    | Lot                   | Occitania                 |
|        | 089  | OCC-09 | PAH 27  | País de los Valles de Aure y del Louron |                         | 48      | -      | -         | -                     | Occitania                 |
|        | 090  | HDF-09 | VAH 063 | Roubaix |                         | 1       | 13,23  | 94 713    | Nord                  | Alta Francia              |
|        | 091  | OCC-10 | VAH 064 | Perpiñán |                         | 1       | 68,07  | 117 419   | Pirineos Orientales   | Occitania                 |
|        | 092  | OCC-11 | PAH 28  | País de Pézenas |                         | 8       | -      | -         | Hérault               | Occitania                 |
|        | 093  | NAQ-13 | PAH 29  | País de Vézère Ardoise | 27 de febrero de 2002   | 44      | -      | -         | Corrèze               | Nueva Aquitania           |
|        | 094  | BRE-07 | VAH 065 | Concarneau |                         | 1       | 41,08  | 19 048    | Finistère             | Bretaña                   |
|        | 095  | BRE-08 | VAH 066 | Dinard |                         | 1       | 7,84   | 10 579    | Ille-et-Vilaine       | Bretaña                   |
|        | 096  | NAQ-14 | VAH 067 | Sarlat-la-Canéda |                         | 1       | 47,13  | 9739      | Dordogne              | Nueva Aquitania           |
|        | 097  | NOR-07 | PAH 30  | Rouen-Elbeuf-Austreberthe / CREA (PAH / aglo) | (2008)                  |         | -      | -         | Sena Marítimo         | Normandía                 |
|        | 098  | ARA-15 | PAH 31  | País del Valle de Abondance |                         | 6       | -      | -         | Haute-Savoie          | Auvernia-Ródano-Alpes     |
|        | 099  | GP-02  | VAH 068 | Pointe-à-Pitre |                         |         | -      | -         | Guadalupe             | Guadalupe                 |
|        | 100  | PAC-06 | VAH 069 | Grasse | 12 de 2003              | 1       | 44,44  | 51 306    | Alpes-Maritimes       | Provenza-Alpes-Costa Azul |
|        | 101  | GES-04 | VAH 070 | Bar-le-Duc |                         | 1       | 23,62  | 15 898    | Meuse                 | Gran Este                 |
|        | 102  | HDF-10 | VAH 071 | Saint-Quentin |                         | 1       | 22,56  | 55 978    | Aisne                 | Alta Francia              |
|        | 103  | PDL-05 | VAH 072 | Le Mans |                         | 1       | 52,81  | 142 626   | Sarthe                | Países del Loira          |
|        | 104  | ARA-05 | VAH 073 | Albertville-Conflans |                         | 1       | 17,54  | 18 876    | Saboya                | Auvernia-Ródano-Alpes     |
|        | 105  | PDL-06 | VAH 074 | Guérande |                         | 1       | 81,44  | 15 534    | Loire-Atlantique      | Países del Loira          |
|        | 106  | GES-05 | PAH 32  | País de Guebwiller |                         | 17      | -      | -         | Alto Rin              | Gran Este                 |
|        | 107  | ARA-16 | PAH 33  | País de Saint-Flour |                         |         | -      | -         | Cantal                | Auvernia-Ródano-Alpes     |
|        | 108  | IDF-03 | VAH 075 | Boulogne-Billancourt |                         | 1       | 6,18   | 114 205   | Hauts-de-Seine        | Isla de Francia           |
|        | 109  | OCC-12 | PAH 34  | País de Mende y Lot-en Gévaudan |                         | 22      | -      | -         | Lozère                | Occitania                 |
|        | 110  | HDF-11 | VAH 076 | Lille |                         | 1       | 39,51  | 227 560   | Nord                  | Alta Francia              |
|        | 111  | ARA-17 | PAH 35  | País del Puy-en-Velay (PAH / aglo) |                         | 28      | -      | -         | Alto Loira            | Auvernia-Ródano-Alpes     |
|        | 112  | GES-06 | PAH 36  | Le Val d’Argent |                         | 4       | -      | -         | -                     | Gran Este                 |
|        | 113  | BFC-09 | PAH 37  | País del Auxois |                         |         | -      | -         | Côte-d'Or             | Borgoña-Franco Condado    |
|        | 114  | PAC-07 | PAH 38  | País de la Provence Verte |                         | 39      | -      | -         | -                     | Provenza-Alpes-Costa Azul |
|        | 115  | OCC-13 | VAH 077 | Cahors |                         | 1       | 64,72  | 20 194    | Lot                   | Occitania                 |
|        | 116  | GF-01  | VAH 078 | Saint-Laurent-du-Maroni | 26 de diciembre de 2005 |         |        |           | Guayana Francesa      | Guayana Francesa          |
|        | 117  | PDL-07 | PAH 39  | País Coëvrons-Mayenne (Mayenne, Jublains, Évron, Sainte-Suzanne, Saulges) |                         | 59      | -      | -         | Mayenne               | Países del Loira          |
|        | 118  | PDL-08 | PAH 40  | País del Valle del Loir (3 comunidades de comunas: Le Pays Fléchois, Sud Sarthe, Loir Lucé Bercé)                                                                                                 | 2 de 2006               | 57      | 1449   | 79 000    | Sarthe                | Países del Loira          |
|        | 119  | NAQ-15 | PAH 41  | País del Béarn des Gaves | 2012                    |         | -      | -         | Pirineos Atlánticos   | Nueva Aquitania           |
|        | 120  | IDF-04 | VAH 079 | País del Etampois-Sud Essonne (Comunidad de comunas del Étampois Sud-Essonne) |                         | 38      |        |           | Essonne               | Isla de Francia           |
|        | 121  | OCC-14 | VAH 080 | Narbona |                         | 1       | 172,96 | 52 489    | Aude                  | Occitania                 |
|        | 122  | BRE-09 | VAH 081 | Lorient |                         | 1       | 17,48  | 57 204    | Morbihan              | Bretaña                   |
|        | 123  | BRE-10 | PAH 42  | País de Morlaix |                         | 61      | -      | -         | Finisterre (Francia)  | Bretaña                   |
|        | 124  | OCC-15 | VAH 082 | Lodève |                         | 1       | 23,17  | 7512      | Hérault               | Occitania                 |
|        | 125  | IDF-05 | PAH 43  | Comunidad de Aglomeración de Saint-Quentin-en-Yvelines, reagrupando las comunas de Trappes, Elancourt, Guyancourt, Montigny-le-Bretonneux, Voisins le bretonneux, Magny-les-Hameaux y La Verrière |                         |         | -      | -         | Yvelines              | Isla de Francia           |
|        | 126  | IDF-06 | VAH 083 | Rambouillet |                         | 1       | 35,19  | 26 159    | Yvelines              | Isla de Francia           |
|        | 127  | IDF-07 | VAH 084 | Pontoise |                         | 1       | 7,15   | 29 548    | Val-d'Oise            | Isla de Francia           |
|        | 128  | GES-07 | VAH 085 | Châlons en Champagne |                         | 1       | 26,05  | 45 299    | Marne                 | Gran Este                 |
|        | 129  | NAQ-17 | PAH 44  | País del Grand Villeneuvois |                         | 19      | -      | -         | -                     | Nueva Aquitania           |
|        | 130  | BFC-10 | PAH 45  | País de Charolais-Brionnais |                         | 128     | -      | -         | Saône-et-Loire        | Borgoña-Franco Condado    |
|        | 131  | PDL-09 | VAH 06  | Saumur |                         | 1       | 66,35  | 27 283    | Maine-et-Loire        | Países del Loira          |
|        | 132  | HDF-12 | VAH 087 | Chantilly |                         | 1       | 16,19  | 10 876    | Oise                  | Alta Francia              |
|        | 133  | NAQ-18 | VAH 088 | Limoges |                         | 1       | 78,03  | 139 150   | Alto Vienne           | Nueva Aquitania           |
|        | 134  | BFC-11 | VAH 089 | Dijon |                         | 1       | 40,41  | 153 633   | Côte-d'Or             | Borgoña-Franco Condado    |
|        | 135  | GES-08 | VAH 090 | Mulhouse |                         | 1       | 22,18  | 109 588   | Alto Rin              | Gran Este                 |
|        | 136  | COR-02 | VAH 091 | Sartène |                         | 1       | 200,4  | 3259      | Córcega del Sur       | Córcega                   |
|        | 137  | NAQ-19 | PAH 46  | País del Confolentais |                         | 26      | -      | -         | Charente              | Nueva Aquitania           |
|        | 138  | NAQ-20 | PAH 47  | País Mellois |                         | 83      | -      | -         | Deux-Sèvres           | Nueva Aquitania           |
|        | 139  | CVL-07 | PAH 48  | País de Loire Touraine (58 comunas y 6 comunidades de comunas alrededor de Amboise) |                         | 55      | -      | -         | -                     | Centro-Valle de Loira     |
|        | 140  | HDF-13 | PAH 49  | País de Lens-Liévin |                         | 36      | -      | -         | Pas de Calais         | Alta Francia              |
|        | 141  | ARA-18 | PAH 50  | País del valle del Saône Dombes |                         | 19      | -      | -         | Ain                   | Auvernia-Ródano-Alpes     |
|        | 142  | OCC-22 | PAH 51  | País de los Pirineos cátaros (Canton de Mirepoix, Canton de Lavelanet: Lavelanet, Mirepoix, Laroque-d'Olmes, Montségur, Bélesta, Camon, Léran, Lagarde…)                                          | 13 de noviembre de 2008 | 56      | -      | -         | Ariège                | Occitania                 |
|        | 143  | NAQ-21 | VAH 092 | Burdeos |                         | 1       | 49,36  | 239 157   | Gironde               | Nueva Aquitania           |
|        | 144  | CVL-08 | VAH 093 | Orléans |                         | 1       | 27,48  | 114 167   | Loiret                | Centro-Valle de Loira     |
|        | 145  | BFC-12 | PAH 52  | País del Revermont (Poligny, Arbois, Salins-les-Bains) |                         | 63      | -      | -         | Jura                  | Borgoña-Franco Condado    |
|        | 146  | OCC-16 | VAH 094 | Uzès |                         | 1       | 25,41  | 8552      | Gard                  | Occitania                 |
|        | 147  | OCC-17 | PAH 53  | País transfronterizo de los Valles del Tech y del Ter (Cataluña, España) du SudPays |                         | 28      | -      | -         | -                     | Occitania                 |
|        | 148  | GES-09 | VAH 095 | Troyes |                         | 1       | 13,2   | 60 280    | Aube                  | Gran Este                 |
|        | 149  | CVL-09 | PAH 54  | País del Loira Val d’Aubois |                         | 52      | -      | -         | -                     | Centro-Valle de Loira     |
|        | 150  | ARA-19 | PAH 55  | País de Billom Saint-Dier-d'Auvergne |                         | 21      | -      | -         | Puy-de-Dôme           | Auvernia-Ródano-Alpes     |
|        | 151  | BFC-13 | PAH 56  | País «Entre Cluny et Tournus» |                         |         | -      | -         | -                     | Borgoña-Franco Condado    |
|        | 152  | PAC-08 | PAH 57  | País de los Valles Roya Bévéra |                         |         | -      | -         | -                     | Provenza-Alpes-Costa Azul |
|        | 153  | OCC-18 | VAH 096 | Millau |                         | 1       | 168,23 | 21 887    | Aveyron               | Occitania                 |
|        | 154  | PAC-09 | PAH 58  | País S.U.D (Serre-Ponçon-Ubaye-Durance ) |                         | 31      | -      | -         | -                     | Provenza-Alpes-Costa Azul |
|        | 155  | BFC-14 | VAH 097 | La Charité-sur-Loire |                         | 1       | 5129   | 15,78     | Côte-d'Or             | Borgoña-Franco Condado    |
|        | 156  | NAQ-22 | VAH 098 | Bayona |                         | 1       | 21,68  | 44 820    | Pirineos Atlánticos   | Nueva Aquitania           |
|        | 157  | GES-10 | VAH 099 | Metz |                         | 1       | 41,94  | 120 738   | Mosela                | Gran Este                 |
|        | 158  | NAQ-23 | PAH 59  | País de los Pirineos béarneses |                         | 67      | -      | -         | -                     | Nueva Aquitania           |
|        | 159  | PDL-10 | PAH 60  | País del Viñedo nantés |                         | 30      | -      | -         | -                     | Países del Loira          |
|        | 160  | NAQ-24 | PAH 61  | País de Châtelleraudais |                         | 13      | -      | -         | -                     | Nueva Aquitania           |
|        | 161  | NAQ-25 | VAH 100 | Cognac | 6 de enero de 2012      | 1       | 15,50  | 18 557    | Charente              | Nueva Aquitania           |
|        | 162  | COR-03 | VAH 101 | Ajaccio |                         | 1       | 82,03  | 65 542    | Córcega del Sur       | Córcega                   |
|        | 163  | IDF-08 | VAH 102 | Vincennes |                         | 1       | 1,91   | 48 471    | Val-de-Marne          | Isla de Francia           |
|        | 164  | NOR-08 | VAH 103 | Bernay |                         | 1       | 24,03  | 10 449    | Eure                  | Normandía                 |
|        | 165  | OCC-19 | VAH 104 | Moissac |                         | 1       | 85,95  | 12 192    | Tarn-et-Garonne       | Occitania                 |
|        | 166  | NAQ-26 | PAH 62  | Isla de Ré |                         | 10      | 85,32  | 17 640    | Charente Marítimo     | Nueva Aquitania           |
|        | 167  | PAC-10 | VAH 105 | Martigues |                         | 1       | 71,44  | 47 544    | Bocas del Ródano      | Provenza-Alpes-Costa Azul |
|        | 168  | NOR-09 | VAH 106 | Caen |                         |         | -      | -         | Calvados              | Normandía                 |
|        | 169  | GES-11 | VAH 107 | Estrasburgo | 14 de noviembre de 2013 | 1       | 78,26  | 274 394   | Bajo Rin              | Gran Este                 |
|        | 170  | NAQ-27 | VAH 108 | Bergerac | 14 de noviembre de 2013 | 1       |        |           | Dordogne              | Nueva Aquitania           |
|        | 171  | GES-12 | VAH 109 | Charleville-Mézières | 14 de noviembre de 2013 | 1       |        |           | Ardenas               | Gran Este                 |
|        | 172  | GF-02  | PAH 63  | País de los Estuarios Maroni - Mana |                         | 2       |        |           | Guayana Francesa      | Guayana Francesa          |
|        | 173  | NAQ-28 | VAH 110 | La Réole |                         | 1       |        |           | Gironde               | Nueva Aquitania           |
|        | 174  | GES-13 | PAH 64  | País de Épinal, corazón de los Vosgos |                         | 226     |        |           | Vosges                | Gran Este                 |
|        | 175  | BFC-15 | VAH 111 | Belfort |                         | 1       |        |           | Territorio de Belfort | Borgoña-Franco Condado    |
|        | 176  | IDF-09 | PAH 65  | Comunidad de aglomeración Plaine Commune |                         | 1       |        |           | Seine-Saint-Denis     | Isla de Francia           |
|        | 177  | ARA-20 | VAH 112 | Aix-les-Bains |                         | 1       |        |           | Saboya                | Auvernia-Ródano-Alpes     |
|        | 178  | PAC-11 | VAH 113 | Hyères-les-Palmiers |                         | 1       |        |           | Var                   | Provenza-Alpes-Costa Azul |
|        | 179  | IDF-10 | PAH 66  | Parque natural regional del Vexin francés |                         | 1       |        |           | Val-d'Oise            | Isla de Francia           |
|        | 180  | CVL-10 | PAH 67  | País del Valle del Cher y del Romorantinais |                         | 53      |        |           | Loir-et-Cher          | Centro-Valle de Loira     |
|        | 181  | OCC-20 | PAH 68  | País del Gran Rodez (PAH / aglo) |                         | 11      |        |           | Aveyron               | Occitania                 |
|        | 182  | OCC-21 | VAH 114 | Carcassonne |                         |         | -      | -         | Aude                  | Occitania                 |
|        | 183  | HDF-14 | PAH 69  | País de Senlis à Ermenonville |                         | 5       |        |           | Oise                  | Alta Francia              |
|        | 184  | NAQ-29 | PAH 70  | País de Saint-Jean de Luz - Ciboure |                         | 2       |        |           | Pirineos Atlánticos   | Nueva Aquitania           |
|        | 185  | GES-14 | VAH 115 | Sélestat | 19 de febrero de 2016   |         |        |           | Bajo Rin              | Gran Este                 |
|        | 186  | OCC-22 | PAH 71  | País de Alto Languedoc y Viñedos | 19 de febrero de 2016   | 100     | 1892   | 73 831    | Hérault               | Occitania                 |
|        | 187  | BRE-11 | VAH 116 | Brest | 12 de 2017              | 1       |        |           | Finistère             | Bretaña                   |
|        | 188  | OCC-23 | VAH 117 | Gaillac |                         | 1       |        |           | Tarn                  | Occitania                 |
|        | 189  | ARA-21 | VAH 118 | Grenoble | 27 de julio de 2017     | 1       |        |           | Isère                 | Auvernia-Ródano-Alpes     |
|        | 190  | HDF-15 | VAH 119 | Tourcoing | 27 de julio de 2017     | 1       |        |           | Norte                 | Alta Francia              |